# Олексіївка (Волноваський район)
Олексі́ївка — село Великоновосілківської селищної громада Волноваського району Донецької області в Україні.

## Загальні відомості
Село розташоване на правому березі р. Вовча. Відстань до центру громади становить близько 25 км і проходить переважно автошляхом Т 0518.
Землі села межують із територією с. Троїцьке Покровського району Донецької області.

## Історія
Олексіївка одне з найдавніших поселень Запорізьких козаків. У давні часи тут була козацька пристань, одна з берегових станцій для всіх запорожців що пливли з Січі Самарою, Вовчою, Міусом в Азовське море.
Близько 1660 через поселення запорожцями був прокладений особливий секретний козацький шлях на Кальміус і в Кальміуську паланку. За розпорядженням Коша запорізького козаки що тут проживали зобов'язані були всіх плавців і мандрівників приймати їх і утримувати поки вони на зупинці. У селищі була своя каплиця в ній служив ієромонах Київського Межигірського монастиря.
За даними на 1859 рік у казенному селі Бахмутського повіту Катеринославської губернії мешкало 2441 особа (1220 чоловічої статі та 1221 — жіночої), налічувалось 316 дворових господарств, існувала православна церква, відбувались 2 ярмарки на рік.
Станом на 1886 рік у колишньому державному селі Андріївської волості мешкало 2783 особи, налічувалось 440 дворових господарств, існували православна церква, школа й лавка.
За переписом 1897 року кількість мешканців зросла до 3709 осіб (1856 чоловічої статі та 1853 — жіночої), з яких 3680 — православної віри.
У 1908 році в селі мешкало 5340 осіб (2657 чоловічої статі та 2683 — жіночої), налічувалось 692 дворових господарства.

## Новітня історія
13 лютого 2015-го зазнав численних смертельних осколкових поранень поблизу села Олексіївка Великоновосільківського району солдат 28-ї бригади Олег Чихун.

## Населення

### Мова
Розподіл населення за рідною мовою за даними перепису 2001 року:
| Мова            | Кількість | Відсоток |
| --------------- | --------- | -------- |
| українська      | 1140      | 98.02%   |
| російська       | 20        | 1.72%    |
| інші/не вказали | 3         | 0.26%    |
| Усього          | 1163      | 100%     |

За даними перепису 2001 року населення села становило 1163 особи, з них 98,02 % зазначили рідною мову українську та 1,72 % — російську.

## люди
В селі народилися:
- Гладкий Павло Макарович (1885—1971) — сходознавець, громадський та політичний діяч на Далекому Сході.
- Останній Галина Опанасівна (1929—2005) — українська художниця.